# 田島町 (福島県)
田島町（たじままち）は、福島県南会津郡にあった町。
2006年3月20日、舘岩村、伊南村、南郷村と合併し、南会津町の一部となった。

## 地理
阿賀川（大川）沿いに国道121号や会津鉄道会津線が走る。町の北東部、檜沢川や高野川が合流地点の周辺に役場があり、それぞれの川に沿って、南郷村に通じる国道289号、昭和村に通じる国道400号が通る。阿賀川の上流では、舘岩村に通じる国道352号がある。
- 高原：会津高原
- 山：荒海山、男鹿岳、黒滝股山、七ヶ岳、愛宕山
- 川：阿賀川

### 隣接していた自治体
- 福島県
  - 南会津郡
    - 下郷町
    - 舘岩村
    - 伊南村
    - 南郷村

  - 大沼郡
    - 昭和村
- 栃木県
  - 那須塩原市
  - 塩谷郡
    - 藤原町

## 歴史

### 年表
- 1889年（明治22年）4月1日 - 町村制施行により、田島村、永田村、丹藤村、長野村、田部村、水無村、栗生沢村が合併して田島村が発足。
- 1896年（明治29年）7月21日 - 町制施行して田島町となる。
- 1934年（昭和9年）12月27日 - 会津線の湯野上 - 会津田島間が開業。
- 1953年（昭和28年）5月18日 - 国道121号が制定。
- 1955年（昭和30年）4月1日 - 田島町・檜沢村・荒海村が合併し、田島町が発足。
- 1970年（昭和45年）4月1日 - 国道289号が制定。
- 1975年（昭和50年）4月1日 - 国道352号が制定。
- 1982年（昭和57年） - 国道400号が制定。
- 2006年（平成18年）3月20日 - 舘岩村、伊南村、南郷村と合併し、南会津郡南会津町となる。新町役場は旧田島町役場を本庁舎とした。

### 行政区域変遷
- 変遷の年表

| 田島町町域の変遷（年表） | 田島町町域の変遷（年表） | 田島町町域の変遷（年表） |
| 年                       | 月日                     | 旧田島町町域に関連する行政区域変遷 |
| ------------------------ | ------------------------ | --- |
| 1889年（明治22年）       | 4月1日                   | 町村制施行により、以下の村が発足。 - 田島村 ← 田島村・永田村・丹藤村・長野村・田部村・水無村・栗生沢村 - 檜沢村 ← 高野村・塩江村・福米沢村・金井沢村・静川村・針生村 - 荒海村 ← 中荒井村・川島村・関本村・藤生村・糸沢村・滝原村 |
| 1896年（明治29年）       | 7月1日                   | 田島村は町制施行し田島町になる。 |
| 1955年（昭和30年）       | 4月1日                   | 田島町・檜沢村・荒海村が合併し田島町が発足。 |
| 2006年（平成18年）       | 3月20日                  | 田島町は舘岩村・伊南村・南郷村と合併され、南会津町が発足。田島町は消滅。 |

- 変遷表

| 田島町町域の変遷表 | 田島町町域の変遷表 | 田島町町域の変遷表  | 田島町町域の変遷表 | 田島町町域の変遷表  | 田島町町域の変遷表    | 田島町町域の変遷表       | 田島町町域の変遷表 |
| 1868年 以前        | 1868年 以前        | 明治元年 - 明治22年 | 明治22年 4月1日    | 明治22年 - 昭和64年 | 明治22年 - 昭和64年   | 平成元年 - 現在          | 現在               |
| ------------------ | ------------------ | ------------------- | ------------------ | ------------------- | --------------------- | ------------------------ | ------------------ |
|                    | 田島村             | 田島村              | 田島村             | 明治29年7月1日 町制 | 昭和30年4月1日 田島町 | 平成18年3月20日 南会津町 | 南会津町           |
|                    | 永田村             |                     | 田島村             | 明治29年7月1日 町制 | 昭和30年4月1日 田島町 | 平成18年3月20日 南会津町 | 南会津町           |
|                    | 丹藤村             |                     | 田島村             | 明治29年7月1日 町制 | 昭和30年4月1日 田島町 | 平成18年3月20日 南会津町 | 南会津町           |
|                    | 長野村             |                     | 田島村             | 明治29年7月1日 町制 | 昭和30年4月1日 田島町 | 平成18年3月20日 南会津町 | 南会津町           |
|                    | 田部村             |                     | 田島村             | 明治29年7月1日 町制 | 昭和30年4月1日 田島町 | 平成18年3月20日 南会津町 | 南会津町           |
|                    | 水無村             |                     | 田島村             | 明治29年7月1日 町制 | 昭和30年4月1日 田島町 | 平成18年3月20日 南会津町 | 南会津町           |
|                    | 栗生沢村           |                     | 田島村             | 明治29年7月1日 町制 | 昭和30年4月1日 田島町 | 平成18年3月20日 南会津町 | 南会津町           |
|                    | 高野村             | 高野村              | 檜沢村             | 檜沢村              | 昭和30年4月1日 田島町 | 平成18年3月20日 南会津町 | 南会津町           |
|                    | 上塩沢村           | 明治10年 塩江村     | 檜沢村             | 檜沢村              | 昭和30年4月1日 田島町 | 平成18年3月20日 南会津町 | 南会津町           |
|                    | 下塩沢村           | 明治10年 塩江村     | 檜沢村             | 檜沢村              | 昭和30年4月1日 田島町 | 平成18年3月20日 南会津町 | 南会津町           |
|                    | 福米沢村           |                     | 檜沢村             | 檜沢村              | 昭和30年4月1日 田島町 | 平成18年3月20日 南会津町 | 南会津町           |
|                    | 金井沢村           |                     | 檜沢村             | 檜沢村              | 昭和30年4月1日 田島町 | 平成18年3月20日 南会津町 | 南会津町           |
|                    | 大豆渡村           | 明治10年 静川村     | 檜沢村             | 檜沢村              | 昭和30年4月1日 田島町 | 平成18年3月20日 南会津町 | 南会津町           |
|                    | 黒沢新田村         | 明治10年 静川村     | 檜沢村             | 檜沢村              | 昭和30年4月1日 田島町 | 平成18年3月20日 南会津町 | 南会津町           |
|                    | 針生村             |                     | 檜沢村             | 檜沢村              | 昭和30年4月1日 田島町 | 平成18年3月20日 南会津町 | 南会津町           |
|                    | 中荒井村           | 中荒井村            | 荒海村             | 荒海村              | 昭和30年4月1日 田島町 | 平成18年3月20日 南会津町 | 南会津町           |
|                    | 川島村             |                     | 荒海村             | 荒海村              | 昭和30年4月1日 田島町 | 平成18年3月20日 南会津町 | 南会津町           |
|                    | 関本村             |                     | 荒海村             | 荒海村              | 昭和30年4月1日 田島町 | 平成18年3月20日 南会津町 | 南会津町           |
|                    | 藤生村             |                     | 荒海村             | 荒海村              | 昭和30年4月1日 田島町 | 平成18年3月20日 南会津町 | 南会津町           |
|                    | 糸沢村             |                     | 荒海村             | 荒海村              | 昭和30年4月1日 田島町 | 平成18年3月20日 南会津町 | 南会津町           |
|                    | 滝原村             |                     | 荒海村             | 荒海村              | 昭和30年4月1日 田島町 | 平成18年3月20日 南会津町 | 南会津町           |

## 提携都市
- 台東区（東京都）
  - 1986年（昭和61年）10月8日、友好都市提携。

## 学校
高等学校
福島県立田島高等学校(2023年(令和5年度)に南会津町南郷地域にある旧南会津高校と統合され「南会津高等学校」となる)
中学校
田島町立田島中学校
田島町立荒海中学校
田島町立檜沢中学校(2017年(平成29年度)に田島中学校と統合)
小学校
田島町立田島小学校
田島町立田島第二小学校
田島町立荒海小学校
田島町立檜沢小学校
田島町立針生小学校

## 交通

### 道路
- 一般国道
  - 国道121号
  - 国道289号
  - 国道352号
  - 国道400号
- 一般県道
  - 福島県道218号会津田島停車場線
  - 福島県道347号高陦田島線
  - 福島県道349号向山会津長野停車場線
  - 福島県道369号黒磯田島線
- 道の駅
  - 道の駅たじま

### 鉄道
- 中心駅：会津田島駅
- 会津鉄道
  - 会津線：会津長野駅 - 田島高校前駅 - 会津田島駅 - 中荒井駅 - 会津荒海駅 - 会津山村道場駅 - 七ヶ岳登山口駅 - 会津高原尾瀬口駅
- 野岩鉄道
  - 会津鬼怒川線：会津高原尾瀬口駅

## 観光地・祭事
- 会津田島祇園祭
- 八総鉱山
- 鴫山城跡
- 細井家資料館
- 七ヶ岳

## 出身有名人
- 大橋薫（社会学者）
- 富永一朗（漫画家。3歳から5歳までを母の郷里の田島町静川で過ごし、田島町出身の従姉と結婚）
- 渡部恒三（元県議。衆院議員）